# 卡尔·彼泽森 (体操运动员)
卡尔·尤利乌斯·彼泽森（丹麥語：Carl Julius Pedersen，1883年7月25日—1971年8月18日），丹麦男子竞技体操运动员。他曾代表丹麦获得1912年夏季奥运会体操比赛男子团体自由式铜牌。1971年在腓特烈斯贝去世。